# Thierry Frémont
Thierry Frémont (Ozoir-la-Ferrière, 24 de julho de 1962) é um premiado ator francês.
Vencedor do César de melhor ator revelação em 1988 por Travelling avant (1987) de Jean-Charles Tacchella, Frémont ganhou um Emmy em 2005 pelo papel do serial killer Francis Heaulme no filme de televisão Dans la tête du tueur ("Na Mente do Assassino", título em português).

## Filmografia

### Cinema
- 1987: Travelling avant  ... Nino
- 1987: Les Noces barbares ... Ludo
- 1988: Mon ami le traître  ... Georges
- 1991: Merci la vie ... François
- 1991: Fortune Express  ... Gadouille
- 1993: Abracadabra ... Chris
- 1995: Le Petit Garçon ... Gustave
- 1996: Les Caprices d'un fleuve  ... Pierre Combaud
- 1997: Les Démons de Jésus ... Jésus
- 1999: Les Grandes Bouches ... Zed
- 1999: Nadia et les Hippopotames ... Serge
- 1999: Le Fils du Français  ... Jean
- 2000: Pour l'amour du ciel
- 2002: Femme fatale ... Serra
- 2003: Mais qui a tué Pamela Rose ?  ... Mike
- 2003: Livraison à domicile ... Fred
- 2003: Les Clefs de bagnole ... ele mesmo
- 2005: Espace Détente ... Crésus / François Conrad / Arnaud Roussel
- 2006: Un ticket pour l'espace ... O professor de teatro
- 2006: Les Brigades du Tigre ... Piotr
- 2007: 13 French Street ... Alex
- 2008: Sans état d'âme... Grégoire
- 2009: Une affaire d'État ... Michel Fernandez
- 2010: La Rafle ... Capitão Pierret
- 2010: Djinns ... Vacard
- 2010: Dans ton sommeil ... homem na caminhonete
- 2011: Un heureux événement ... Tony
- 2011: De force... Serge Minot
- 2011: Jeanne captive ... O Curandeiro
- 2011: La Fin du silence ...Nils
- 2012: Zarafa ... Joseph Moreno (voz)
- 2013: Quai d'Orsay ... Guillaume Van Effentem
- 2016: Alliés de Robert Zemeckis ... Paul Delamare
- 2017: À deux heures ... Jean-Paul
- 2018: Tous les dieux du ciel ... Antoine

### Televisão
- 1984: Les Capricieux ... Gustave
- 1991: Le Gang des tractions ... Kid Maurice
- 1992: Terre brûlée ... Yves
- 1995: Regards d'enfance ... Perrec
- 1995: Maria fille de Flandre ... Jef
- 1995: L'Affaire Dreyfus ... Capitão Alfred Dreyfus
- 1995: L'Homme aux semelles de vent ... Labatut
- 1998: Retiens la nuit ... Serge
- 1998: De père en fils ... Tom
- 2002: Jean Moulin ... Legret
- 2002: Maigret (episódio Maigret et le marchand de vin) ... Pigou
- 2002: Caméra Café (episódio Christian) ... Christian "Cricri", um sem-teto
- 2004: Dans la tête du tueur ... Francis Heaulme
- 2005: L'Empire du Tigre ... Dumont
- 2006: Djihad! ... Hugo Bessières
- 2007: Le Sacre de l'homme ... Narrador
- 2007: La française doit voter ... Deputado Pierre-Étienne Flandin
- 2007: Divine Émilie ... Voltaire
- 2008: Chez Maupassant (episódio Une soirée) ... Prosper Saval
- 2008: Raboliot ... Raboliot
- 2009: Contes et nouvelles du XIXe siècle (episódio Pour une nuit d'amour) ... Julien
- 2009: Blanche Maupas ... Théophile Maupas[2].
- 2009: Les Associés ... Molina
- 2010: Sable noir ... Thomas
- 2010: La Vénitienne ... Michel Masselot
- 2010: La Femme qui pleure au chapeau rouge ... Pablo Picasso[3]
- 2011: Le Roi, l'Écureuil et la Couleuvre ... Jean-Baptiste Colbert
- 2012: Mon frère Yves ... Yves Kermadec
- 2013: La Dernière Campagne ... Nicolas Sarkozy
- 2013: Shanghai blues, nouveau monde ... Daniel
- 2013: Des frères et des sœurs ... Arnaud
- 2013: The Tunnel ... Fabien Vincent
- 2014: Méfions-nous des honnêtes gens ... Alphonse Chauvieux
- 2016: Après moi le bonheur ... Franck
- 2016: Accusé (2ª temporada, episódio L'histoire d'Arnaud) ... Arnaud
- 2016: Lanester: Les Enfants de la dernière pluie ... Pierre-Marie Raynaud
- 2016: Marjorie: L'âge de raison ... Antoine Aubenas
- 2017: Juste un regard ... Grégory Marsan
- 2017: Transferts ... Dangeac
- 2017: La Vengeance aux yeux clairs (2ª temporada) ... Caradec
- 2018: Das Boot ... Inspetor Pierre Duval
- 2018: Mystère à la Sorbonne ... Inspetor Levallois
- 2021: Luther ... Grandin
- 2021: La mort est dans le pré ... Jean-Philippe Chevalier[4]
- 2021: Noir comme neige ... Bisset
- 2023: Liaison ... Presidente francês